# 薩亞斯切
16°31′N 90°11′W / 16.517°N 90.183°W

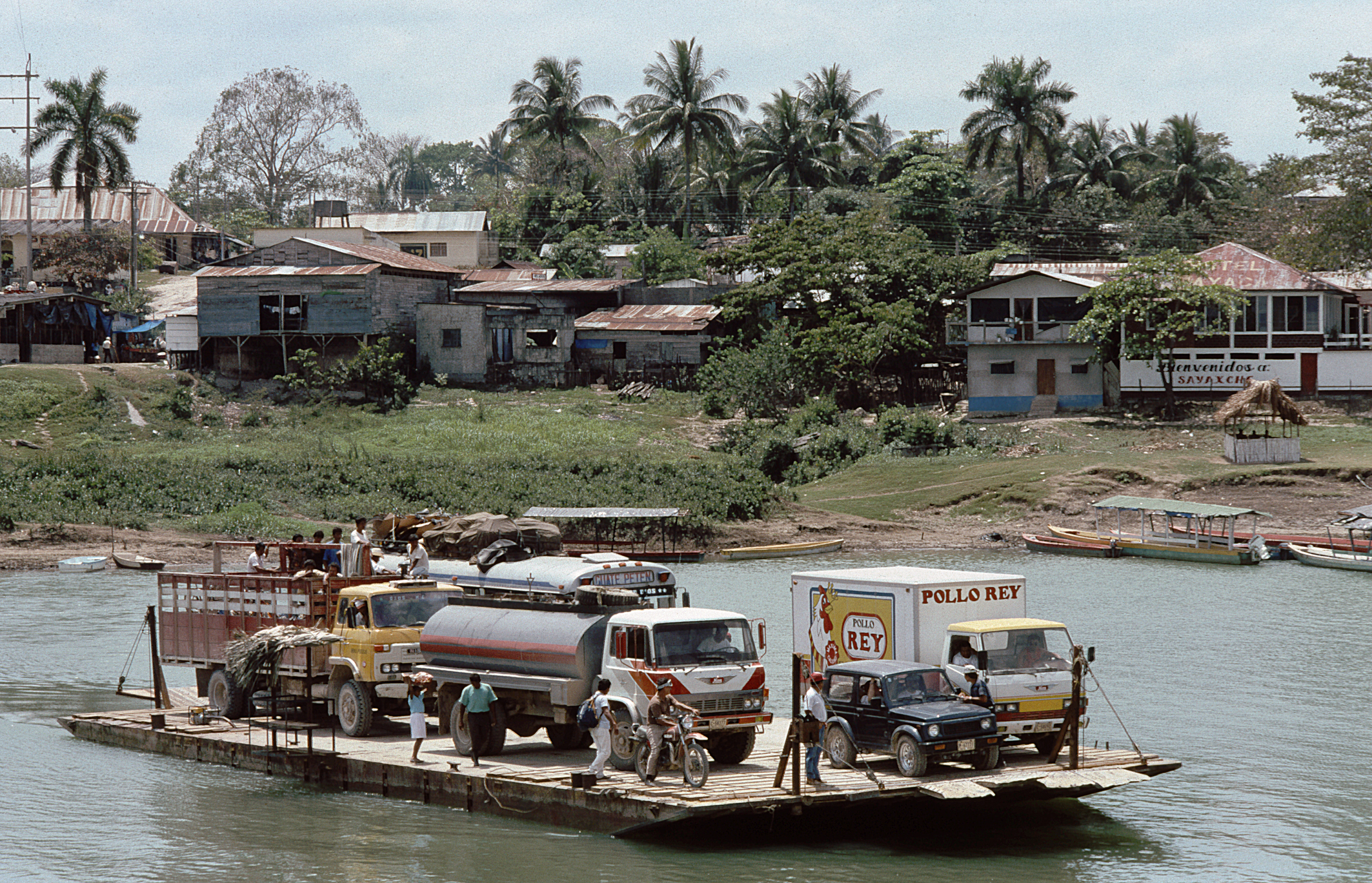

薩亞斯切（西班牙語：Sayaxché，西班牙語發音：[saʝaʃˈtʃe]）是危地馬拉貝登省的城鎮，位於該國北部，始建於1929年，面積3,904平方公里，海拔高度132米，2002年人口55,578，人口密度每平方公里14.24人。